# Jean Sirinelli
Pour les articles homonymes, voir Sirinelli.
Jean Augustin Sirinelli, né le 12 mai 1921 à Ville-di-Paraso (Haute-Corse) et mort le 14 septembre 2004 à Paris, est un helléniste français spécialiste de la littérature grecque de l’époque classique à la fin de l’Antiquité, et notamment de Plutarque et d’Eusèbe de Césarée. Universitaire, éditeur et traducteur, il fut titulaire de la chaire de littérature grecque à l’université Paris-IV.
Également actif dans l’administration, il fut recteur d’académie, chargé des enseignants français à l’étranger au ministère des Affaires étrangères dans les années 1960, et directeur chargé de l’enseignement supérieur au ministère de l’Éducation nationale après Mai 68.
Il est le père de l’historien Jean-François Sirinelli.

## Origines et formation
Jean Sirinelli est issu d’une famille d’instituteurs de Corse. 
Élève au lycée Henri-IV, il est reçu au baccalauréat en 1939, puis suit une hypokhâgne à Rennes et une khâgne à Paris. 
Il est admis à l’École normale supérieure en 1941, et obtient une licence ès lettres. 
Après avoir brièvement combattu après la Libération, il est reçu troisième à l’agrégation des lettres en 1945 et nommé professeur de lettres au lycée de Reims.

## Carrières universitaires et administratives
Jean Sirinelli travaille dans l’immédiat Après-guerre à la coopération culturelle française : il est professeur de français à l’institut français de Bucarest de 1946 à 1948, puis chargé de mission à la direction générale des Affaires culturelles et techniques au ministère des Affaires étrangères en 1948-1949. Il est ensuite assistant de littérature grecque à la faculté de lettres de Rennes en 1949-1950, puis à la faculté de lettres de Paris de 1950 à 1953, et agrégé-répétiteur (« caïman ») de grec à l’École normale supérieure pendant sept ans. De 1959 à 1962, il est maître de conférences à la Faculté de lettres de Dakar et soutient en 1961, à l'université de Paris, sa thèse de doctorat sur Les vues historiques d’Eusèbe de Césarée durant la période prénicéenne.
De 1962 à 1967, il est chargé des enseignants français à l’étranger au ministère des Affaires étrangères en tant que chef du service de l’enseignement et des œuvres de la direction générale des Affaires culturelles et techniques. En 1967, il devient recteur de l’académie de Limoges, où il doit faire face aux développements locaux de Mai 68.
En septembre 1968, Edgar Faure fait appel à lui pour coordonner la mise en œuvre de la nouvelle politique universitaire au ministère de l’Éducation nationale ; il est de 1968 à 1970 directeur général des Enseignements supérieurs et de 1970 à 1972 directeur délégué aux Enseignements supérieurs et à la Recherche, servant également pendant le ministère d’Olivier Guichard. Il est ensuite nommé recteur de l’académie de Versailles en 1972-1973. En 1974, il devient professeur des universités et occupe la chaire de littérature grecque à l’université Paris-IV Sorbonne.
De 1979 à 1996, il est président de la commission française pour l’Unesco.
Il devient professeur émérite des universités en 1990  et président d’honneur de la commission française pour l’Unesco en 1996.

## Publications
- Les vues historiques d'Eusèbe de Césarée durant la période prénicéenne, Dakar, Université de Dakar, Faculté des lettres et sciences humaines, 1961, 557 p.
- Les enfants d’Alexandre : la littérature et la pensée grecques, 331 av. J.-C. — 519 ap. J.-C., Paris, Fayard, 1993, 608 p.  (ISBN 2-213-03158-4).
- Plutarque de Chéronée : un philosophe dans le siècle, Paris, Fayard, 2000, 524 p.  (ISBN 2-213-60371-5).

## Distinctions
- Officier de la Légion d'honneur
- Commandeur de l'ordre national du Mérite
- Commandeur de l'ordre des Palmes académiques